# パペルピカド

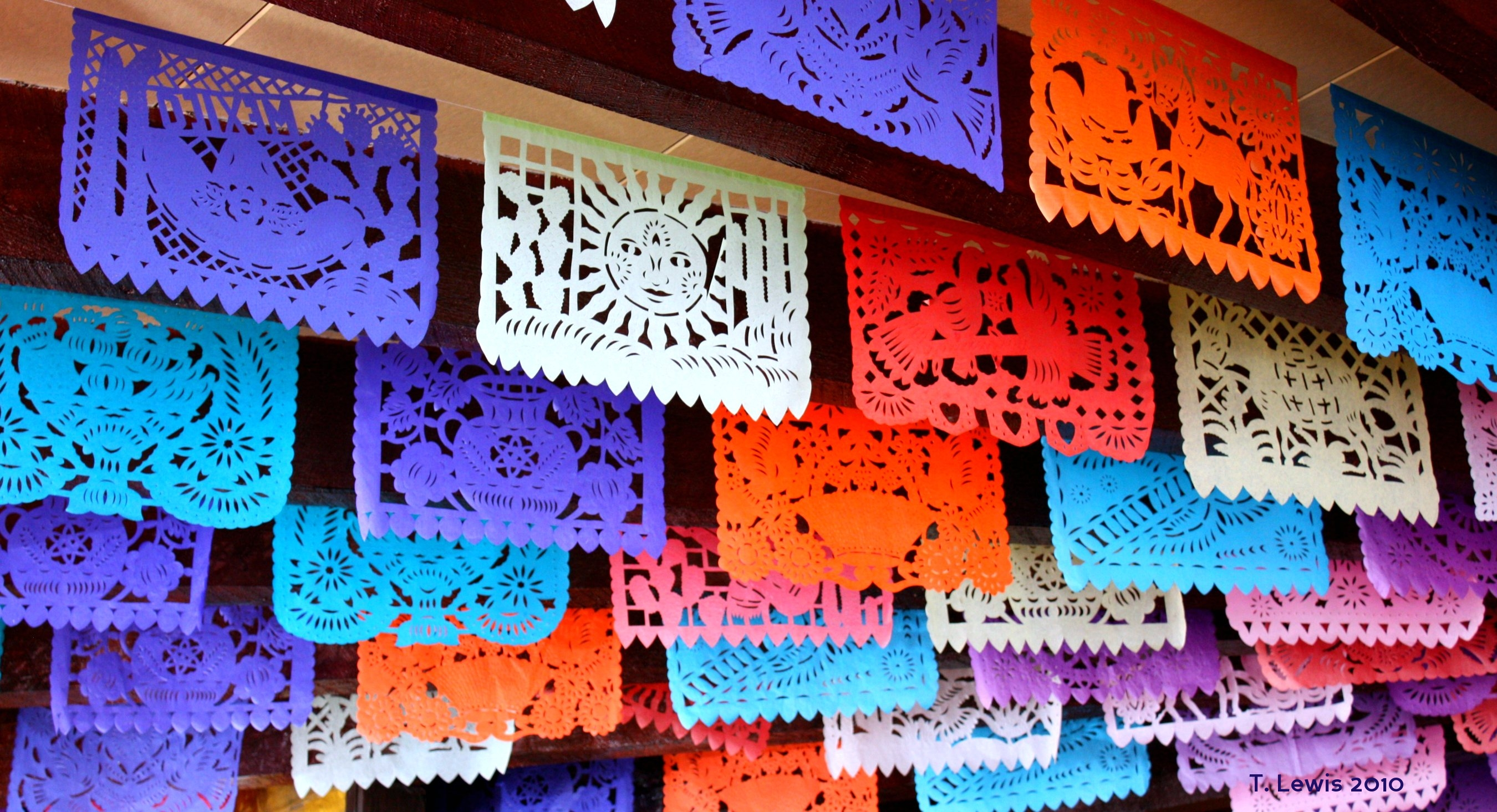
色鮮やかなパペルピカド

パペルピカド（Papel picado. 飾り切り絵）は、薄葉紙に精巧なデザインを切って作るメキシコの民族芸術である。何十枚もの紙と型紙を重ね、小さな木槌とノミを使用して作成される。一枚の紙を折りたたんで、ハサミを使用して作成されることもある。
メキシコでは、独立記念日、イースター、死者の日、クリスマス、キンセアニェーラ（quienceañera.女子の15歳の誕生日）、結婚式、洗礼など、世俗的な行事と宗教的な行事の両方で飾られる。鳥、花、骸骨などが一般的なモチーフとして扱われるが、場面に応じてさまざまなデザインが用いられる。

## 起源
先コロンブス期のメキシコでは、アステカの人々が、木の皮で紙を作った紙を吊るして寺院や集会所の装飾に使い、宗教的な祭礼や儀式を行っていた。この伝統は1500年代にスペインがアステカを征服した後も守られた。1700年代に、中国から薄葉紙（papel de China）が輸入されるようになると、その薄くてしなやかな性質から一度に何枚も折ったり切ったりして精巧な装飾を施すことが可能になり、メキシコのキリスト教の祭礼でパペルピカドが使われるようになったのである 。

## 現在の製造法
現在では、細かいデザインのパペルピカドは機械によって大量生産されており、人々は市販品を購入することが多くなっている。しかしながらノミやナイフを使って手作業でパペルピカドを作成するアーティストもいる。

## パペルピカドの種類と図柄
パペルピカドには様々な種類があり、その色や図柄は、祝祭日の内容によって決定される。
<死者の日>

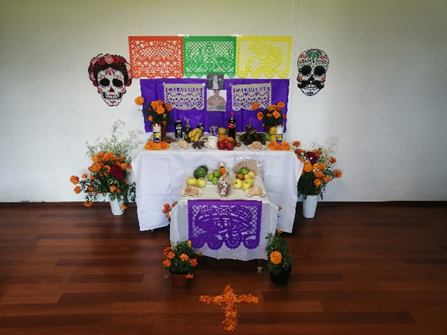
死者の日、パペルピカドで飾られたオフレンダ（メキシコ政府のホームページより）

パペルピカドの中で最も有名なのは、死者の日（ディア・デ・ムエルトス）に飾られるものだ。頭蓋骨のデザインが多く、オフレンダと呼ばれる祭壇の装飾にも使われる。祭壇へのお供えで大事な火・地・風・水の4元素のうち、パペルピカドは風を表すと言われている。
<クリスマス>
クリスマスには、赤や緑の薄葉紙にイエスキリスト、聖母マリア、天使、クリスマスツリーや鐘など、かかわりの深いデザインが刻まれる。                                                                        
<結婚式> 結婚式の際のパペルピカドは、通常白い薄葉紙を用いて作成され、鳩、ハート、教会、ウェディングケーキなどのデザインが刻まれる。これらは、白レースを模して作られている。
<独立の日>

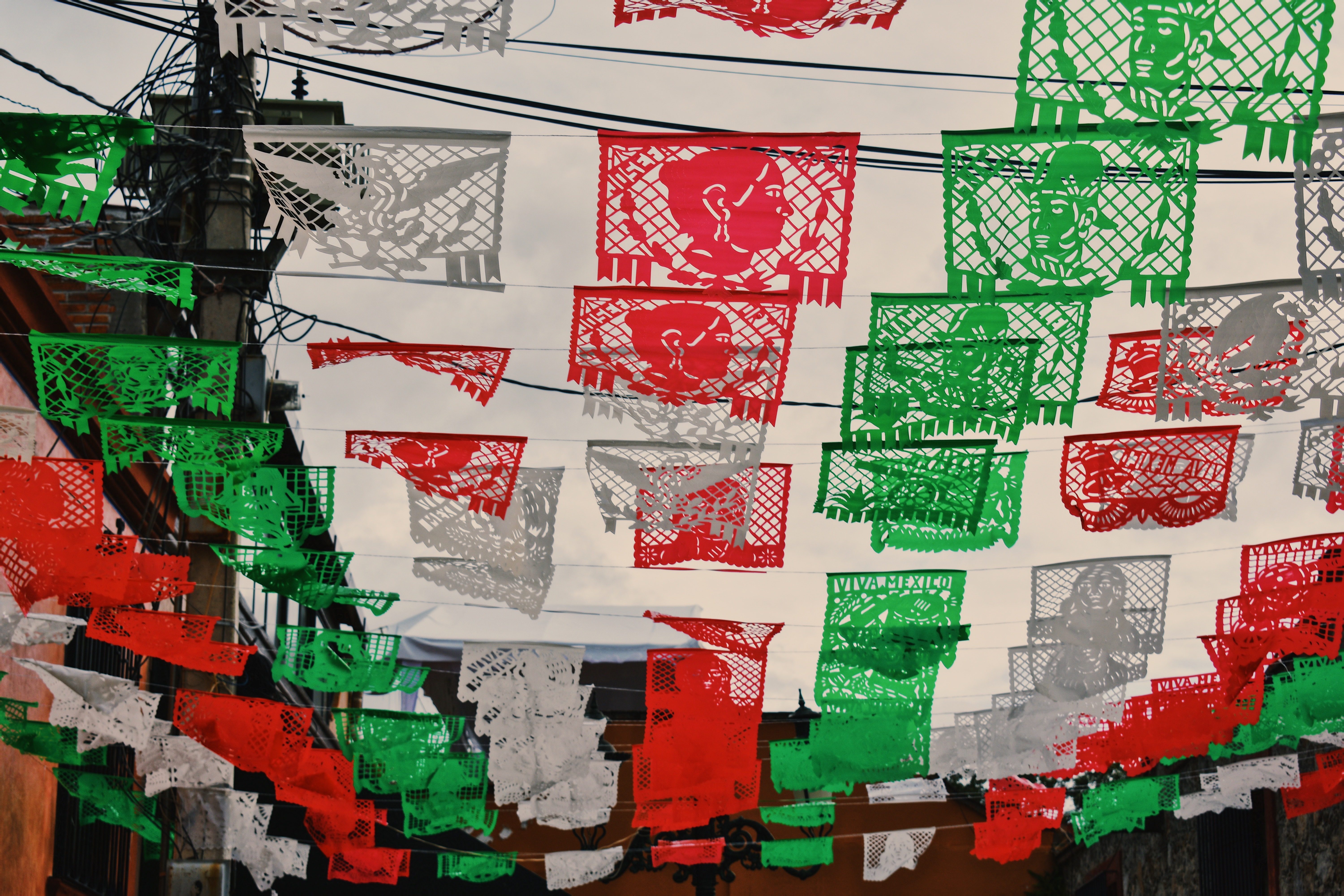
飾られるメキシコ国旗色のパペルピカド

メキシコでは、独立を記念して、政府の所在地メキシコシティで祭りが行われるほか、全国の人々が各々の町や都市で盛大に祝う。レストランや屋台では３色の米、旗の色のトルティーヤを提供するなど、国中がメキシコ国旗の緑、白、赤の３色で彩られる。パペルピカドもこれらの３色で作成される。